# Mîrne, Bar
Mîrne (în ucraineană Мирне) este un sat în comuna Voinașivka din raionul Bar, regiunea Vinnița, Ucraina.

## Demografie
Componența lingvistică a localității Mîrne
     Ucraineană (99,48%)
     Alte limbi (0,52%)
Conform recensământului din 2001, majoritatea populației localității Mîrne era vorbitoare de ucraineană (99,48%), existând în minoritate și vorbitori de alte limbi.